# Moha Ennaji
Moha Ennaji (en arabe : موحى الناجي) est un linguiste marocain, auteur, critique politique et militant de la société civile. 
Il est professeur à l'Université Sidi Mohamed Ben Abdellah à Fès[Quand ?] au département de langue et littérature anglaises.

## Biographie
Ses parents sont tous deux musulmans modérés berbérophones[réf. nécessaire]. Avec ses sept frères et sœurs, il a été élevé dans la tradition berbère musulmane, mais ils fréquentent aussi l'école française bilingue moderne de Béni-Mellal. 
En plus de ses publications en linguistique, il écrit dans les domaines de l'éducation, la migration, la culture et le genre, et il est l'auteur ou le directeur de plus de 20 livres.
Le Middle East Institute (en) considère Ennaji comme l'un des principaux chercheurs d'Afrique du Nord[réf. nécessaire].
Moha Ennaji est Président du Centre Nord-Sud pour le dialogue interculturel et président fondateur de l'Institut international des langues et cultures à Fès.
Depuis les années 1980, il milite pour la renaissance de la langue berbère (amazighe) au Maroc et pour la protection des droits humains, en particulier les droits des femmes au Moyen-Orient et Afrique. Son travail a influencé des domaines tels que l'arabe et linguistique berbère, la sociologie du langage et les droits des femmes.

## Publications
- 2005 : Multilinguisme, Identité Culturelle et Éducation au Maroc.
- 2008 : Migration et Genre au Maroc, co-auteur, Trenton.
- 2010 : Multiculturalisme et démocratie dans Le monde musulman (dir.), Fès : Imagerie Pub.
- 2010 : Femmes au Moyen-Orient et Afrique du Nord, co-édité avec F. Sadiqi, Londres : Routledge.
- 2011 : Genre et violence au Moyen-Orient, co-édité.
- 2014 : Muslim Moroccan Migrants in Europe, New York: Palgrave
- 2017 : L'olivier de la sagesse, Paris : Karthala